# Ko Zandvliet
Ko Zandvliet (23 november 1993) is een Nederlandse acteur en muzikant.

## Biografie

### Films
Zandvliet had zijn eerste rol in de film Sonny Boy. Zijn eerste hoofdrol speelde hij in de film Razend naar een boek van Carry Slee, gevolgd door hoofdrollen in de telefilms Jongens, Sunny Side Up, Dames 4 en het met de 'studentenoscar' bekroonde Grijs is ook een kleur. In 2014 vertolkte hij de rol van Jo in de speelfilm IJspaard. Sinds 2017 is Zandvliet te zien in Familie Kruys (als vervanger van Jonas Smulders) en in de Videoland-series Suspects en De 12 van Oldenheim.

### Muziek
Zandvliet is trombonist bij de band Jungle by Night; daarnaast maakte hij tot 2019 deel uit van Gallowstreet, waarin zijn broer Dirk saxofoon speelt.